# 伊拉瓦區
48°59′55″N 18°14′6″E / 48.99861°N 18.23500°E

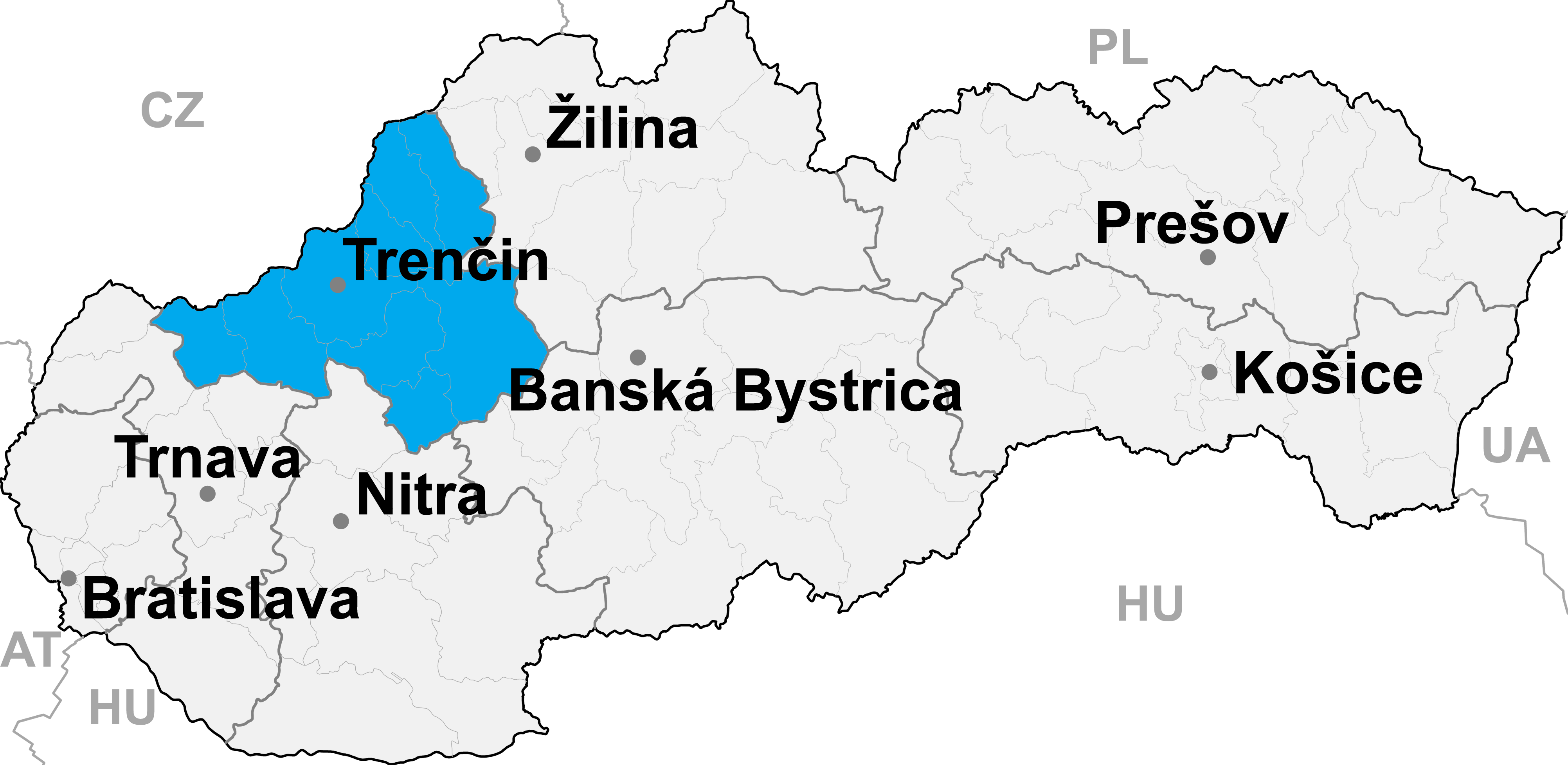

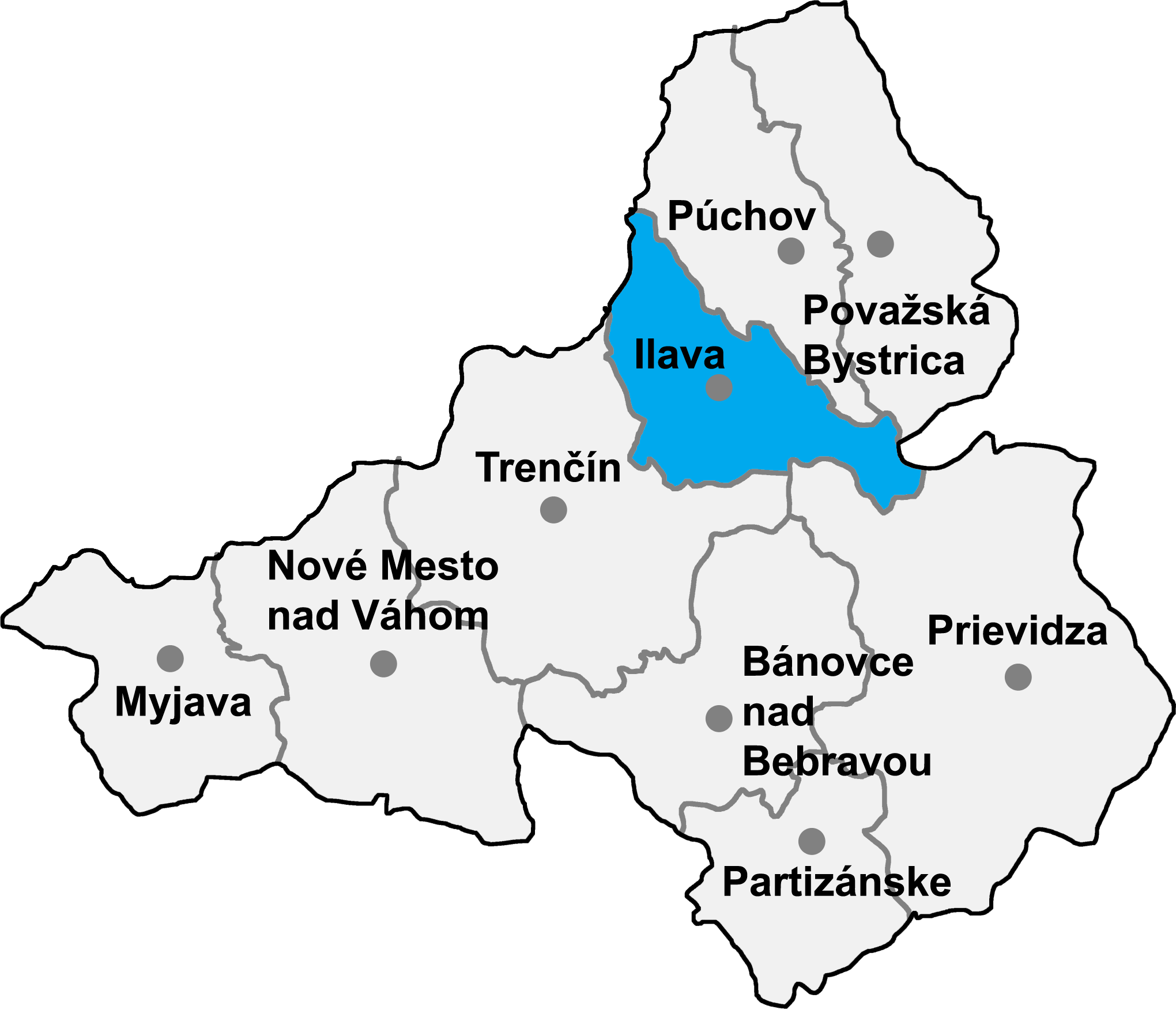

伊拉瓦區，是斯洛伐克的一個區，位於該國西部，由特倫欽州負責管轄，面積359平方公里，2008年該區人口61,048，人口密度為每平方公里170人。